# گیزل پن
گیزل پن (انگلیسی: Gizel Pene؛ زادهٔ ۲۵ ژوئن ۲۰۰۳) بازیکن فوتبال اهل ساموآی آمریکا است.
وی همچنین در تیم ملی فوتبال American Samoa بازی کرده‌است.